# Mokili
Pour plus de détails, voir Fiche technique et Distribution.
Mokili est un film burkinabé réalisé par Berni Goldblat, sorti en 2006. 
Cette comédie dramatique a pour sujet la jeunesse africaine et ses embûches, au travers de la vie d’un jeune lycéen.

## Synopsis
Quelques semaines cruciales de la vie de Papou et Goumbé sur toile de fond d'examen du baccalauréat. La façon contrastée dont ils gèrent leurs relations avec la famille, les copains et les filles, ainsi que leurs choix face aux dangers de la drogue, l'argent facile, le mariage forcé et la corruption : autant de facettes révélatrices du mal de vivre de jeunes adolescents en Afrique aujourd'hui.

## Fiche technique
- Titre : Mokili
- Réalisation : Berni Goldblat
- Scénario : Moumouni Sanou
- Photographie : Michel K. Zongo
- Musique originale : Dhudn J
- Son : Moumouni Sodré Jupiter
- Montage : Bertin Florent Bado
- Production : Les films du Djabadjah (Bobo-Dioulasso, Burkina Faso)
- Langue : français, lingala, dioula, mooré – Sous-titrage français
- Format : Vidéo
- Genre : Comédie dramatique
- Durée : 83 minutes
- Date de réalisation : 2006

## Distribution
- Moumouni Sanou
- Lionel Pousson Bado
- Valentin Ouédraogo
- Alimata Salouka
- André Bougouma
- Modibo Sangaré
- Nado Olga Toé
- Makenzie Sidibé